# Wyn Hoop
Wyn Hoop (Hannover, 29 mei 1936) is een Duitse schlagerzanger. Sinds 1961 is hij getrouwd met de Weense zangeres Andrea Horn. Zijn echte naam is Winfried Lüssenhop.

## Biografie
Op 12-jarige leeftijd volgde hij gitaar- en pianolessen. Na school begon hij bij de post te werken. In de jaren 50 richtte hij de jazz-groep Capitellos op. De band werd redelijk bekend en kreeg een platencontract, maar in 1958 ging de band uit elkaar. Hoop ging dan maar solo verder, na enkele pseudoniemen kwam hij met zijn nieuwe artiestennaam Wyn Hoop.
In 1960 vertegenwoordigde hij West-Duitsland op het Eurovisiesongfestival met Bonne nuit, ma chérie en haalde er een 4de plaats mee. Toen begon zijn carrière pas echt, hij maakte Duitse covers van hits van Johnny Cash, Elvis Presley en Johnny Preston. Met Bist du einsam heut’ nacht had hij een grote hit.
Samen met Pirkko Mannolla nam hij in 1962 deel aan het Schlagerfestival in Baden-Baden, het lied Mama will dich seh’n haalde de 4de plaats.
In 1963 speelde hij ook in een film mee en zong hij ook samen met zijn vrouw Andrea.
In de jaren 70 ontdekte hij Oliver Bendt die later met de Goombay Dance Band furore zou maken. In 1978 namen Wyn en Andrea afscheid van het showbizzleven.

## Discografie

### Muziek
- met Frieder Gadesmann: Lieder und Songs 7/8. Zum Hören und Mitsingen. gearrangeerd door Hans Thomas-Mindnich, gezongen door Nana Gualdi, Andrea Horn, Wyn Hoop, Knut Kiesewetter und Studenten der PH Ludwigsburg, 1985, ISBN 3-425-08072-5.
- Medewerking: Küsse im Mondschein. Bear Family Records, Vollersode 1998.
- Medewerking: Hast du Worte? Als die Instrumentals sprechen lernten. Bear Family Records, Vollersode 1999.
- Medewerking: Und dann nehm’ ich die „Guitar“. Bear Family Records, Vollersode 2001.

### Successen
- 1960: Bonne nuit ma chérie
- 1960: Bist du einsam heut’ nacht?
- 1960: Du bist das süßeste Mädel der Welt
- 1960: Wer kennt den Weg
- 1960: Trau’ deinem Stern
- 1961: Im Land meiner Träume
- 1961: Das ist Paris
- 1961: Tamara
- 1962: Mama will dich seh’n (met Pirkko Mannola)
- 1962: Küsse im Mondschein (met Pirkko Mannola)
- 1963: Im Frühling (mit Pirkko Mannola)
- 1963: Der Mond von Bahia
- 1963: Bossa Nova Eso Beso
- 1963: Sag beim Abschied nicht Goodbye
- 1964: Mexico
- 1964: Man sagt nicht No in Acapulco

### Geschriften
- met Andrea Horn: Kreuzen zwischen türkischer Küste und ostgriechischen Inseln. Nautischer Reiseführer. Ed. Maritim, Hamburg 1988, ISBN 3-922117-43-0.
- met Andrea Horn: Durch die Nordägäis bis Istanbul: Izmir – Marmarameer – Istanbul. Nautischer Reiseführer. Ed. Maritim, Hamburg 1989, ISBN 3-89225-168-1.
- met Andrea Horn: Nebenflüsse der Elbe: Pinnau – Krückau – Stör – Ilmenau – Este – Lühe – Schwinge – Oste; mit Eider und Treene. Ed. Maritim, Hamburg 1992, ISBN 3-89225-238-6.
- met Andrea Horn: Main, Main-Donau-Kanal, Donau: Mainz-Passau/Jochenstein. Ed. Maritim, Hamburg 1993, ISBN 3-89225-254-8.
- met Andrea Horn: Ostgriechische Inseln: Chios – Rhodos. In: Türkische Küste: Karaburun/Izmir – Antalya. Nautischer Reiseführer. Ed. Maritim, Hamburg 1994, ISBN 3-89225-292-0.
- met Andrea Horn: Korsika Häfen und Ankerplätze: Nautischer Reiseführer eBook Hamburg 2017, ISBN 978-3-00-051191-2.

1956: Freddy Quinn + Walter Andreas Schwarz · 
1957: Margot Hielscher · 
1958: Margot Hielscher · 
1959: Alice & Ellen Kessler · 
1960: Wyn Hoop · 
1961: Lale Andersen · 
1962: Conny Froboess · 
1963: Heidi Brühl · 
1964: Nora Nova · 
1965: Ulla Wiesner · 
1966: Margot Eskens · 
1967: Inge Brück · 
1968: Wenche Myhre · 
1969: Siw Malmkvist · 
1970: Katja Ebstein · 
1971: Katja Ebstein · 
1972: Mary Roos · 
1973: Gitte · 
1974: Cindy & Bert · 
1975: Joy Fleming · 
1976: Les Humphries Singers · 
1977: Silver Convention · 
1978: Ireen Sheer · 
1979: Dschinghis Khan · 
1980: Katja Ebstein · 
1981: Lena Valaitis · 
1982: Nicole · 
1983: Hoffmann & Hoffmann · 
1984: Mary Roos · 
1985: Wind · 
1986: Ingrid Peters · 
1987: Wind · 
1988: Maxi & Chris Garden · 
1989: Nino de Angelo · 
1990: Chris Kempers & Daniel Kovac · 
1991: Atlantis 2000 · 
1992: Wind · 
1993: Münchener Freiheit · 
1994: Mekado · 
1995: Stone & Stone · 
1997: Bianca Shomburg · 
1998: Guildo Horn & Die Orthopädischen Strümpfe · 
1999: Sürpriz · 
2000: Stefan Raab · 
2001: Michelle · 
2002: Corinna May · 
2003: Lou · 
2004: Max · 
2005: Gracia · 
2006: Texas Lightning · 
2007: Roger Cicero · 
2008: No Angels · 
2009: Alex Swings Oscar Sings · 
2010: Lena Meyer-Landrut · 
2011: Lena Meyer-Landrut · 
2012: Roman Lob · 
2013: Cascada · 
2014: Elaiza · 
2015: Ann Sophie · 
2016: Jamie-Lee Kriewitz · 
2017: Levina · 
2018: Michael Schulte · 
2019: S!sters · 
2021: Jendrik Sigwart · 
2022: Malik Harris · 
2023: Lord of the Lost · 
2024: Isaak · 
2025: Abor & Tynna
- Gemeinsame Normdatei: 135076560
- International Standard Name Identifier: 0000 0000 8403 9404
- Library of Congress Control Number: nr88009346
- MusicBrainz: 680ccf52-7224-4077-8427-00a6197dee1a
- Virtual International Authority File: 101073666
- WorldCat: E39PBJqvXk8pKMCGMJXbP8bDbd